# Phạm Thế Hiển
Phạm Thế Hiển (范世顯, 1803–1861) là một danh thần đời Minh Mạng, chết trong trận Pháp công phá đại đồn Chí Hòa năm 1861. Ông là anh ruột Phó bảng Phạm Thế Húc.

## Tiểu sử
Ông quê ở làng Luyến Khuyết, huyện Đông Quan - tỉnh Nam Định thời nhà Nguyễn (nay là xã Thụy Phong, huyện Thái Thụy, tỉnh Thái Bình). Đỗ Cử nhân năm Mậu Tý 1828, năm sau Kỷ Sửu 1829 đỗ Tam giáp Đồng tiến sĩ. Vì thế dân gian thường gọi ông là "Ông Nghè Luyến Khuyết".
Trong quá trình làm quan, ông nổi tiếng cương trực, được vua Tự Đức tin dùng và lần lượt giữ chức Tham tri bộ Binh, bộ Hình...
Năm 1854, ông được cử làm Tham tán quân thứ Gia Định, ít lâu sau thăng Tuần phủ Gia Định, rồi Thự (quyền) Tổng đốc Gia Định - Biên Hòa, kiêm Tham biện Kinh lược sứ, cùng Thống đốc quân vụ đại thần Nguyễn Tri Phương lo liệu mọi việc ở sáu tỉnh Nam Kỳ.
Khảo sát đất đai Nam Kỳ ông tâu về triều: "Nam Kỳ có nhiều đất bỏ hoang nếu chiêu mộ được nhiều người hết sức khai khẩn thì sau này có lợi nhiều về kinh tế cho dân và thu được thêm lợi".
Vua Tự Đức chuẩn tấu và dặn dò ông: "Xứ ấy là đất căn bản của nhà nước... ngươi cần hết lòng để vỗ yên dân, cốt để nơi biên thùy được tươi tốt".
Chấp hành lệnh vua, ngay năm ấy (1855) Phạm Thế Hiển đi xem xét chỗ nào có ruộng đất bỏ hoang đều đưa binh lính đến dựng nhà ở, khai phá ruộng hoang để cày cấy. Ông lại cùng Nguyễn Tri Phương và Tổng đốc An Hà (An Giang - Hà Tiên) Doãn Uẩn xin triều đình cho xây dựng đồn lũy kiên cố ở những chỗ hiểm yếu nơi biên thùy, cửa bể, cửa sông để ngăn chặn giặc cướp và chống ngoại xâm.
Năm 1858, khi quân Pháp tấn công Đà Nẵng, Phạm Thế Hiển, khi đó đang là Tổng đốc Định Biên  đã được cử sang giữ chức vụ Tham tán Đại thần Quân thứ Quảng Nam (trông coi việc biên phòng tỉnh Quảng Nam), được Tự Đức cử làm Phó tướng cho Nguyễn Tri Phương. Ra tới Đà Nẵng, rút kinh nghiệm của những người tiền nhiệm (đã thất bại) hai ông chủ trương "lấy thủ làm chiến" cho đắp đồn lũy thành phòng tuyến kiên cố và liên tiếp mở các trận phục kích tiêu hao sinh lực địch.
Trận chiến ở Đà Nẵng từ tháng 10/1858 dưới sự chỉ huy của Nguyễn Tri Phương, Phạm Thế Hiển quân ta vừa đánh vừa thủ, vừa tiến vừa giữ. Tháng 10/1858, quân Pháp tiến đánh Thạch Thán, Phạm Thế Hiển cùng Nguyễn Tri Phương chỉ huy các tướng đánh trả mãnh liệt, giặc Pháp thua phải tháo chạy.
Sau chiến thắng Nguyễn Tri Phương và Phạm Thế Hiển được triệu về kinh ban thưởng. Vua Tự Đức hỏi kế sách đánh giặc, hai ông đều thống nhất "đánh là tiện hơn cả" và nói: "Các hạt Nam Kỳ nước ta thóc gạo, sản vật rất nhiều, tàu thuyền buôn bán có lợi... ý chúng (chỉ Pháp) muốn chiếm lấy đất ấy chứ không muốn hòa, cho nên nhiều lần hội bàn giảng hòa không thành...".
Năm 1860 ông về quê thăm mẹ ốm nặng.Tại đây ông đã tìm gặp Phạm Huy Quang và đốc học Phạm Văn Nghị kêu gọi văn thân sĩ phu trong tỉnh dâng biểu xin đánh Tây củng cố lòng tin của vua Tự Đức.
Sau khi quân Pháp đánh chiếm thành Gia Định, triều đình lại điều Nguyễn Tri Phương vào Nam. Tháng 12/1860, Tham tán quân thứ Quảng Nam kiêm Tổng đốc Định Tường, Biên Hòa Phạm Thế Hiển được vua Tự Đức cử giữ chức Tham tán quân thứ Gia Định để cùng với Nguyễn Tri Phương mưu việc chống đánh giặc Pháp. Vừa vào tới nơi, Tham tán Phạm Thế Hiển được Nguyễn Tri Phương cử về các phủ huyện tổ chức dân binh, huấn luyện quân sự, trang bị vũ khí cho họ để họ hỗ trợ, tiếp ứng cho quân Triều đình khi quân Pháp tới đánh. Vào tới Gia Định, ông cùng Nguyễn Tri Phương lo bố phòng lại lực lượng, chiến lũy Chí Hòa được củng cố mở rộng. Hai ông cho áp dụng nhiều cách đánh địch: tập kích quấy rối, phục kích đánh địch khi chúng ra khỏi đồn.
Ngày 23/2 năm Tân Dậu 1861, Kharne chỉ huy liên quân Pháp – Tây Ban Nha đưa toàn bộ lực lượng mạnh gồm 8.000 quân với 30 tàu chiến các loại tấn công đại đồn Chí Hòa. Suốt hai ngày hai đêm, quân ta chiến đấu dũng cảm, gây nhiều tổn thất cho giặc: quan 5 Tây Ban Nha Planca, 4 sĩ quan cao cấp, 30 sĩ quan, 121 hạ sĩ quan và 1805 liên quân xâm lược bị giết tại trận. Song bên ta cũng bị tổn thất nặng nề; Tán lý Nguyễn Duy, Tán tượng Tôn Thất Trĩ trúng đạn chết, Nguyễn Tri Phương bị thương, Phạm Thế Hiển phải lo đốc chiến.
Ngày 24/2 năm Tân Dậu 1861, được sự đồng ý của Nguyễn Tri Phương, Phạm Thế Hiển lệnh cho Lê Tố, Lê Hóa ở tiền đồn mở đường rút quân về thôn Tân Tạo, huyện Tân Long, phủ Tân Bình là tỉnh lỵ lâm thời của tỉnh Gia Định. Quân Pháp đưa 400 lính, xe ngựa chở súng đến đánh phía trái đồn, Phạm Thế Hiển chỉ huy quân sĩ bắn trả ác liệt, quân Pháp phải rút lui về căn cứ.
Ngày 25/2 năm Tân Dậu 1861, quân Pháp tập trung 300 quân đánh vào phía sau và bên trái đồn. Quân ta chiến đấu vô cùng dũng cảm nhưng hết đạn, hy sinh nhiều. Phạm Thế Hiển lo cứu chữa cho chủ tướng Nguyễn Tri Phương cùng quân lính bị thương chuyển về nơi an toàn. Sau đó Phạm Thế Hiển lệnh cho các quan quân thứ lui về Biên Hòa để củng cố lực lượng, tiếp tục đánh quân Pháp.
Nguyễn Tri Phương phải lui quân về giữ Biên Hòa. Tin đại đồn Chí Hòa thất thủ, vua Tự Đức triệu Phạm Thế Hiển về kinh để hỏi rõ sự tình. Trên đường ra Huế, tới Phú Yên, Phạm Thế Hiển bị bệnh và qua đời, hưởng dương 58 tuổi. Trên đường đưa linh cữu về quê, tỉnh thần và quân thứ các tỉnh đều ra nghênh đón, tế lễ tỏ lòng tôn kính ông.

## Vinh danh
Hiện nay có một số tên đường phố, chợ, trường học tại Việt Nam mang tên ông. Nổi bật nhất là địa bàn quận 8 có tên đường mang tên ông dài khoảng 10 km từ đầu đường Nguyễn Văn Linh đến cầu Rạch Ông. Trước đây từng có ngôi Trường Tiểu học Phạm Thế Hiển nằm trong khuôn viên Nhà thờ Bình An đến năm 2013-2014 đã không còn nữa.
Xem: Trận Đại đồn Kỳ Hòa